# جورج كيث تايلور
جورج كيث تايلور (بالإنجليزية: George Keith Taylor)‏ هو قاضي أمريكي، ولد في 16 مارس 1769 في بطرسبرغ في الولايات المتحدة، وتوفي بنفس المكان في 9 نوفمبر 1815.